# Edo Kayembe
Edo Kayembe (ur. 3 sierpnia 1998 w Kanandze) – kongijski piłkarz, grający na pozycji defensywnego pomocnika w angielskim klubie Watford oraz w reprezentacji Demokratycznej Republiki Konga. 

## Kariera klubowa
Swoją piłkarską karierę Kayembe rozpoczął w klubie Sharks XI FC z Kinszasy. W sezonie 2015/2016 zadebiutował w nim w pierwszej lidze Demokratycznej Republiki Konga. W Sharks grał do końca sezonu 2016/2017.
W lipcu 2018 Kayembe przeszedł do Anderlechtu. Swój debiut w nim zaliczył 22 grudnia 2017 w wygranym 1:0 domowym meczu z KAS Eupen. Zawodnikiem Anderlechtu był do września 2020 roku.
We wrześniu 2020 Kayembe przeszedł do KAS Eupen. Zadebiutował w nim 20 września 2020 w zremisowanym 2:2 wyjazdowym meczu z Royalem Antwerp FC.
| Sezon   | Klub           | Kraj                          | Rozgrywki       | Mecze | Gole |
| ------- | -------------- | ----------------------------- | --------------- | ----- | ---- |
| 2015/16 | Sharks XI FC   | Demokratyczna Republika Konga | Linafoot        | ?     | ?    |
| 2016/17 | Sharks XI FC   | Demokratyczna Republika Konga | Linafoot        | ?     | ?    |
| 2017/18 | RSC Anderlecht | Belgia                        | Eerste klasse A | 1     | 0    |
| 2018/19 | RSC Anderlecht | Belgia                        | Eerste klasse A | 12    | 0    |
| 2019/20 | RSC Anderlecht | Belgia                        | Eerste klasse A | 18    | 0    |
| 2020/21 | RSC Anderlecht | Belgia                        | Eerste klasse A | 2     | 0    |
| 2020/21 | KAS Eupen      | Belgia                        | Eerste klasse A | 23    | 0    |

## Kariera reprezentacyjna
W reprezentacji Demokratycznej Republiki Konga Kayembe zadebiutował 10 października 2019 w zremisowanym 1:1 towarzyskim meczu z Algierią, rozegranym w Al-Bulajdzie, gdy w 90. minucie zmienił Paula-José M’Poku.